# Football Club Crotone Calcio 1996-1997
Questa pagina raccoglie i dati riguardanti il Football Club Crotone Calcio per la stagione sportiva 1996-1997.

## Risultati

### Campionato Nazionale Dilettanti

#### Poule Scudetto
| Arbitro: | Lambertini (Bologna) |

|                                          |           |                |
| Carnevale 54’ Orlandi 56’ Donnarumma 87’ | Marcatori | 61’ Oppedisano |

| Arbitro: | Micoli (Tivoli) |

|                                  |           |                       |
| Porchia 65’ Moschella 87’ (rig.) | Marcatori | 44’ Fiore 59’ Falanga |